# Корнуты
Корну́ты (Cornuti с лат. — «рогатые») — подразделение ауксилии палатины в поздней римской армии, существовавшее в IV—V веках. Предположительно, имеет отношение к старшим (лат. Cornuti seniores) и младшим (Cornuti iuniores) корнутам.

## История
Согласно ряду учёных, корнуты изображены на арке Константина в виде солдат с рогатыми шлемами. На изображающем сражение у Вероны рельефе они занимают первую линию, также они отображены сражающимися вместе с лучниками в битве у Мульвийского моста.
Корнуты относились к комитату Галлии, и с 355 г. упоминается их присутствие на северной границе. Через два года под командой трибуна корнутов Байнобавда боролись со вторгшимися на римскую территорию алеманнами, которых принудили отступать к островам на реке Рейн.
В том же году отряды корнутов под командованием цезаря Юлиана участвовали в битве при Аргенторате. Когда алеманнская кавалерия принудила эквитов к бегству, корнуты вместе с другим отрядом ауксилии палатины бракхиатами сдерживали их натиск до прибытия Юлиана с римской кавалерией. Победа была омрачена гибелью Байнобавда.
Корнуты вместе с бракхиатами были известны своим кличем барритус, соединявшим крики и танцевальные движения.
Notitia Dignitatum, описывающая военные и гражданские должности Западной (около 420 г.) и Восточной (395 г.) римских империй, упоминает старших корнутов (лат. Cornuti seniores). Они подчинены Magister peditum praesentalis Запада. Этот же источник упоминает младших корнутов (лат. Cornuti iuniores), участвовавших в битве при Адрианополе и позже вошедших в состав армии magister militum praesentalis Востока. В 413 году упоминается, что это подразделение вместе с Leones iuniores охраняло Золотые ворота города Константинополь.